# Megastigmus duclouxiana
Megastigmus duclouxiana is een vliesvleugelig insect uit de familie Torymidae. De wetenschappelijke naam is voor het eerst geldig gepubliceerd in 1995 door Roques & Pan.